# Y (Alasca)
Y  é uma cidade localizada no estado americano de Alasca. Em 2004 tinha uma população de 1.072 habitantes.

## Demografia
Segundo o censo americano de 2000, a sua população era de 956 habitantes.
Em 2004 tinha uma população de 1.072 habitantes.

## Geografia
De acordo com o United States Census Bureau, a localidade tem uma área de 871,5 km², dos quais 863,5 km² cobertos por terra e 8,0 km² cobertos por água.

## Localidades na vizinhança
O diagrama seguinte representa as localidades num raio de 56 km ao redor de Y.